# 牛久 (映画)
『牛久』（うしく）は、2021年の日本のドキュメンタリー映画。監督はトーマス・アッシュ。録音・録画が禁止されている茨城県牛久市の東日本入国管理センター（通称「牛久入管」）の面会室で、被収容者の証言を隠し撮りし、日本の入管行政の現状と人権問題を描いた作品。2021年に山形国際ドキュメンタリー映画祭などで上映された後、2022年2月26日より全国で劇場公開された。
2020年ドイツ・ニッポン・コネクション映画祭ニッポン・ドックス賞（観客賞）、2021年韓国DMZ国際ドキュメンタリー映画祭アジア部門最優秀賞、2021年オランダ・カメラジャパン映画祭観客賞、2022年日本外国特派員協会「報道の自由」賞を受賞した。

## 概要
映画『牛久』では、牛久入管に収容された外国人9人の証言が収められている。彼らは紛争や迫害から逃れ難民申請を行ったものの、日本政府による難民認定率の低さや長期拘束、精神的・身体的苦痛に直面している。
例えば、トルコ出身のクルド人男性は2007年に来日し難民申請をしたが認められず、約3年半収容された経験を語っている。収容中のいじめや精神的苦痛により、精神科の治療を受け、仮放免後も不安定な状況が続いているとされる。国側が裁判に提出した、この男性が職員に「制圧」される様子を撮影したハンディカメラ映像は本映画内でも取り上げられ話題となった。

## 監督の意図と制作手法
トーマス・アッシュ監督は、録音・録画が禁止されている入管施設の面会室で隠し撮りの手法を用い、被収容者の声を記録。ナレーションを入れず、証言者の生の声を通じて観客に考える余地を与える構成を採用している。監督は「撮りたくて撮ったわけではない。目の前の人間が死んでしまうかもしれない現実を伝えなければならなかった」と語っている。

## 議論
2022年4月、映画に出演した被収容者の1人から「同意なく公開された」「伝えたかった話がカットされた」との告発があったが、監督および配給会社は「そのような約束はしていない」と否定している。また、隠し撮り手法に対する批判について監督は、「海外では表現手法の一つとして理解されている」と述べている。

## 受賞歴
- 2020年　ドイツ・第26回「ニッポン・コネクション」映画祭　ニッポン・ドックス賞（観客賞）
- 2021年　韓国・第13回DMZ国際ドキュメンタリー映画祭（英語版）アジア部門（最優秀賞）
- 2021年　オランダ・日本映画祭「カメラジャパン」（英語版）（観客賞）
- 2022年　日本外国特派員協会「報道の自由」賞